# Pataca di Macao
La pataca è la valuta di Macao (cinese: 圓, codice ISO 4217: MOP). La pataca è suddivisa in 100 avo (pl. avos; cantonese: 仙, sin), e 10 avos sono chiamati 毫 (ho) in cantonese. La politica monetaria è controllata dalla AMCM (portoghese: Autoridade Monetária de Macau, cinese: 澳門金融管理局). Comunemente è usata l'abbreviazione MOP$.
Per assicurare le capacità della pataca di circolazione e conversione nei mercati internazionali, il governo di Macao ha deciso che l'emissione della valuta deve essere coperta al 100% con fondi di riserva, come oro, obbligazioni e valute forti.
Il tasso di cambio al 7 giugno 2014 era: 1 Euro=10,894 MOP.

## Etimologia
Il nome "pataca" deriva da una moneta in precedenza molto popolare in Asia, il peso messicano (otto reales), conosciuto nel portoghese europeo come pataca mexicana. La pataca era anche usata nel Timor portoghese, ora Timor Est, fino al 1957 quando fu sostituita dall'escudo. Il nome cinese della moneta è yuan (圓), la stessa parola usata per lo yuan cinese, il nuovo dollaro taiwanese e il dollaro di Hong Kong. Tuttavia gli abitanti di Hong Kong e di Macao parlano della pataca come della "moneta portoghese" (葡幣), probabilmente perché Macao è stata nel passato una colonia portoghese.

## Storia

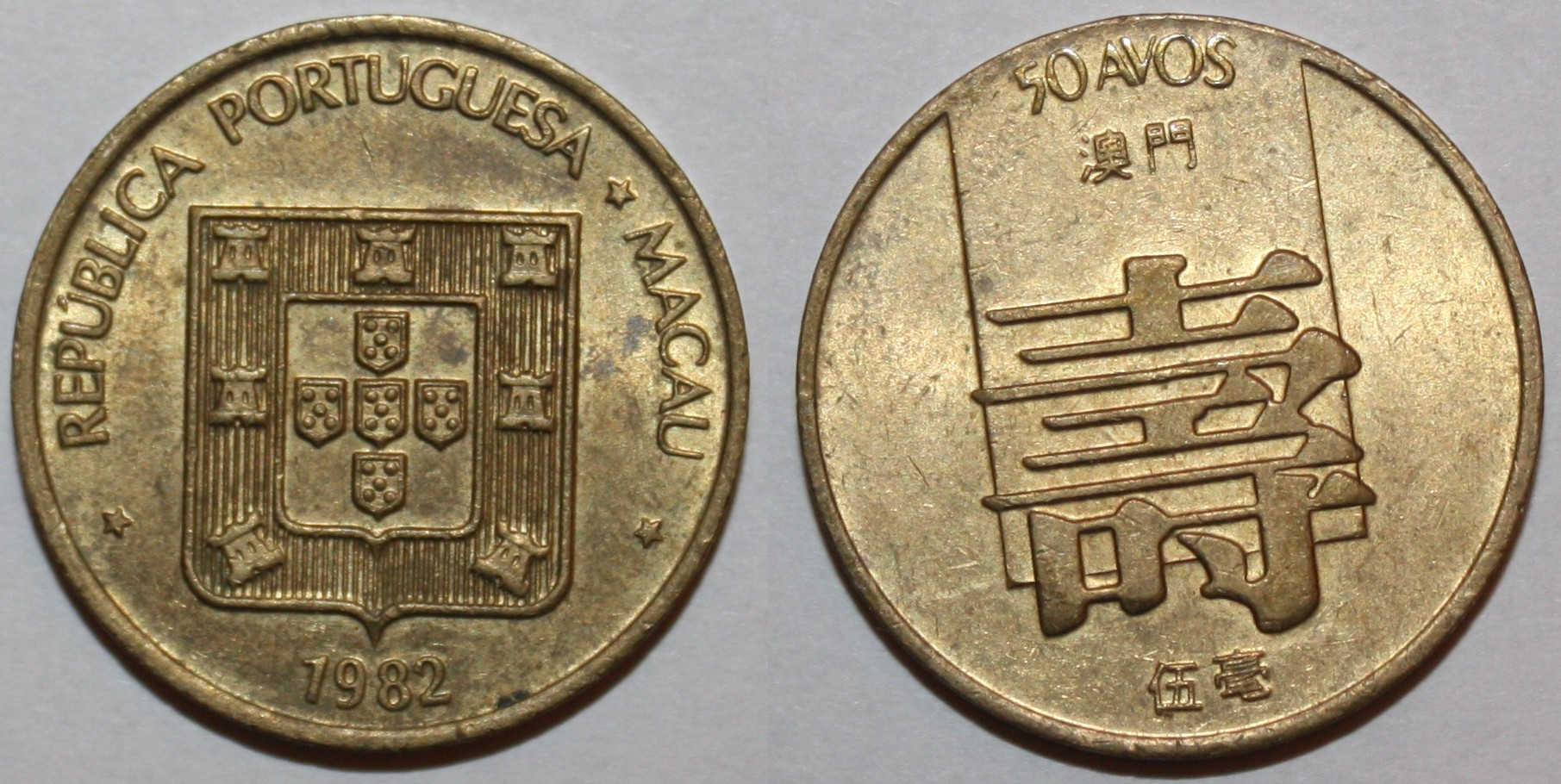
50 Avos, 1982
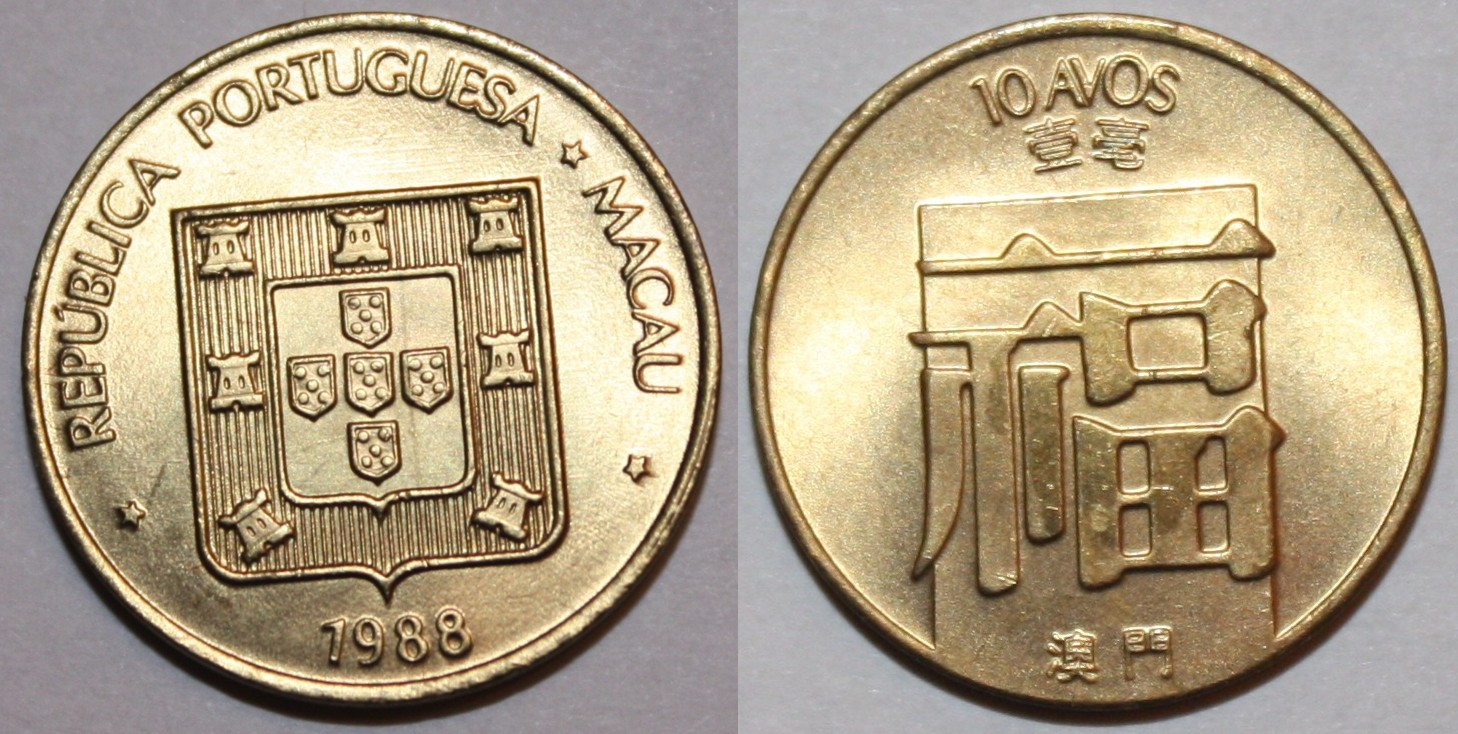
10 Avos, 1988
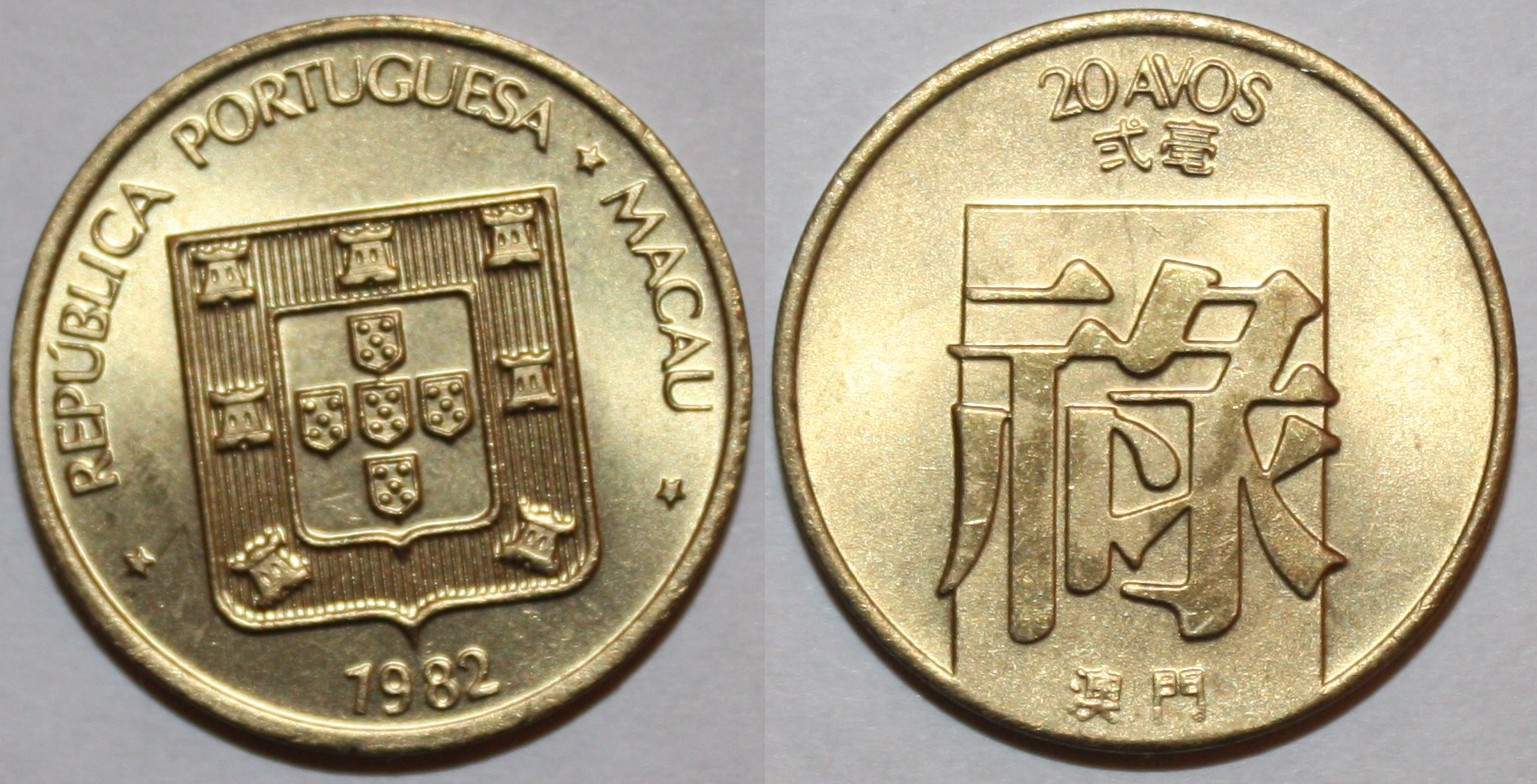
20 Avos, 1982

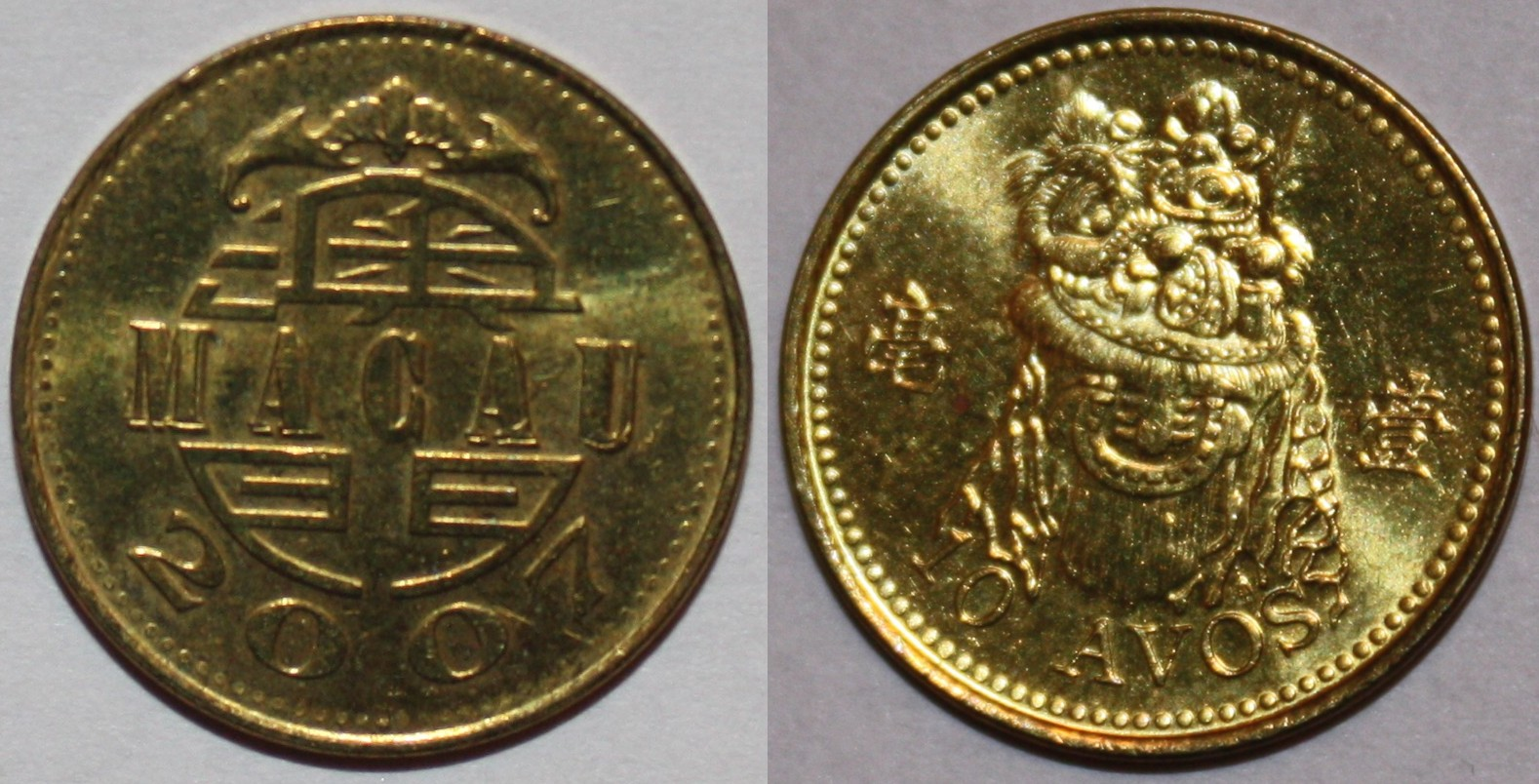
10 Avos, 2007
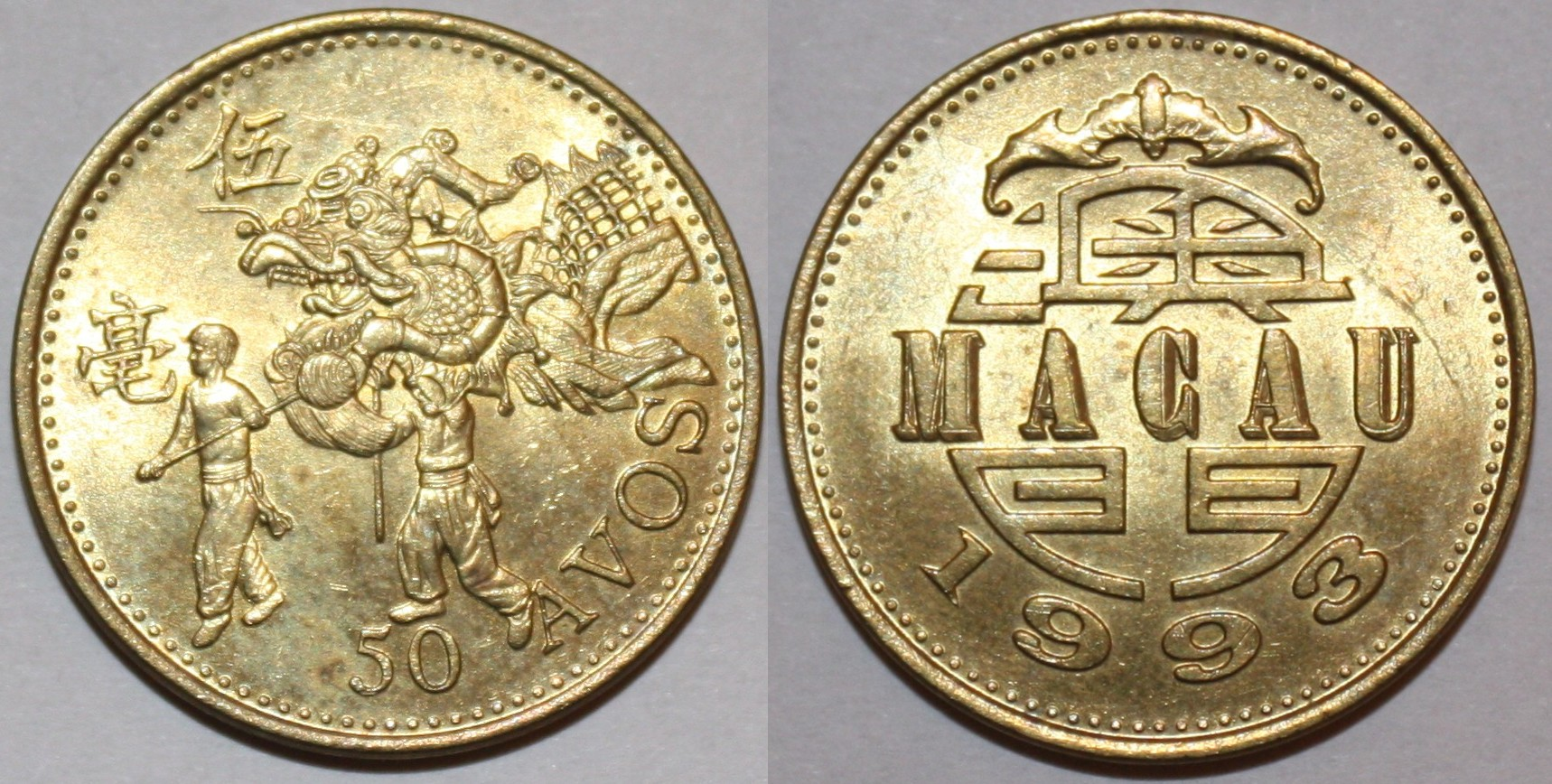
50 Avos, 1993
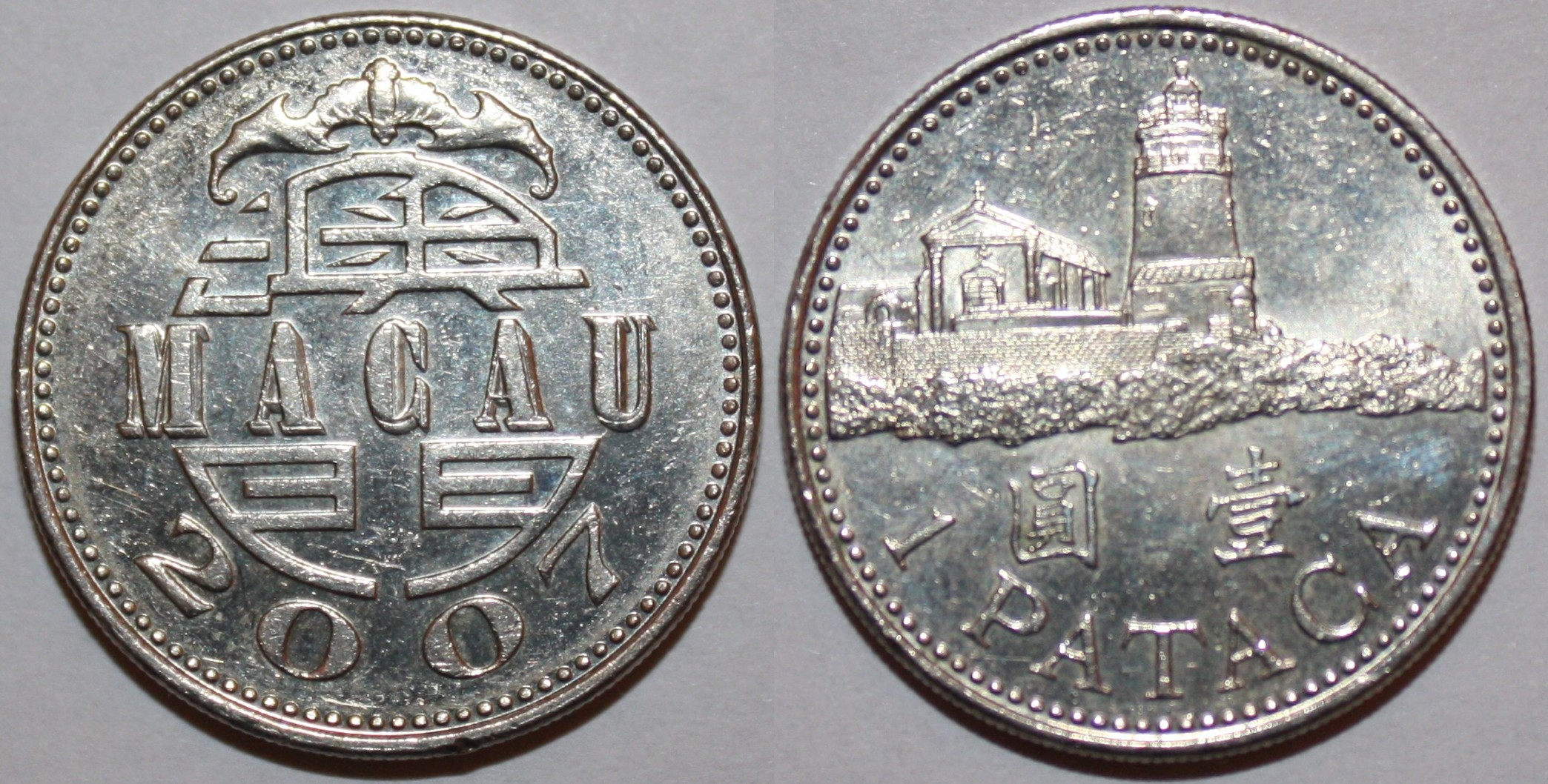
1 Pataca, 2007
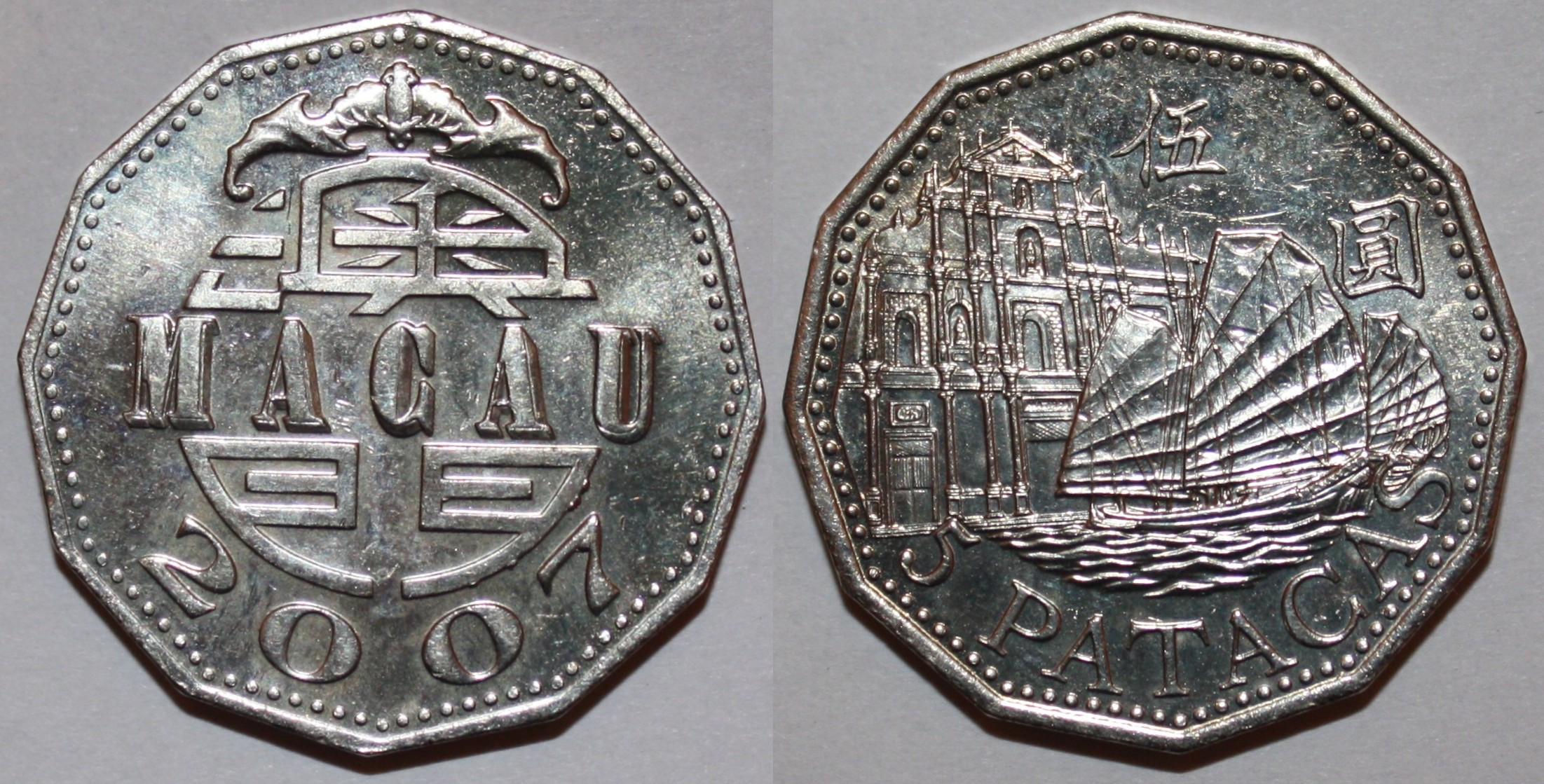
5 Pataca, 2007

La pataca fu introdotta nel 1894 come unità di conto. Era inizialmente equivalente al peso messicano, al dollaro spagnolo e al dollaro di Hong Kong e sostituiva il real portoghese con un cambio di 1 pataca = 450 réis. Il Banco Nacional Ultramarino (BNU; 大西洋銀行) iniziò a emettere banconote nel 1906.
Fino al 1935, la pataca aveva un rapporto fisso di cambio con il dollaro di Hong Kong con un tasso di 1 = 1. Ci fu in seguito una serie di rapporti con l'escudo portoghese finché non fu adottato nuovamente il rapporto fisso con la moneta di Hong Kong.
| Tasso per la pataca | Tasso per la pataca      |
| Data                | 1 pataca =               |
| ------------------- | ------------------------ |
| 1894                | 1 dollaro di Hong Kong   |
| 1935                | 5,5 escudo portoghese    |
| 1949                | 5 escudo portoghese      |
| 1967                | 4,75 escudo portoghese   |
| 1973                | 5,015 escudo portoghese  |
|                     | 1 dollaro di Hong Kong = |
| 1977                | 1,075 pataca             |
| 1978                | 1,0025 pataca            |
| 1979                | 1,0425 pataca            |
| 1983                | 1,03 pataca              |

Nel 1980 il governo di Macao ha trasferito il diritto esclusivo di emissione all'Instituto Emissor de Macau (IEM).
La BNU divenne la banca dell'IEM e continuò a emettere banconote. In seguito a un accordo con la BNU, il 16 ottobre 1995, la succursale di Macao della Bank of China (中國銀行澳門分行), è diventata il secondo istituto di emissione. Il controllo dell'emissione di pataca è stato trasferito alla Autoridade Monetária de Macau (AMCM).

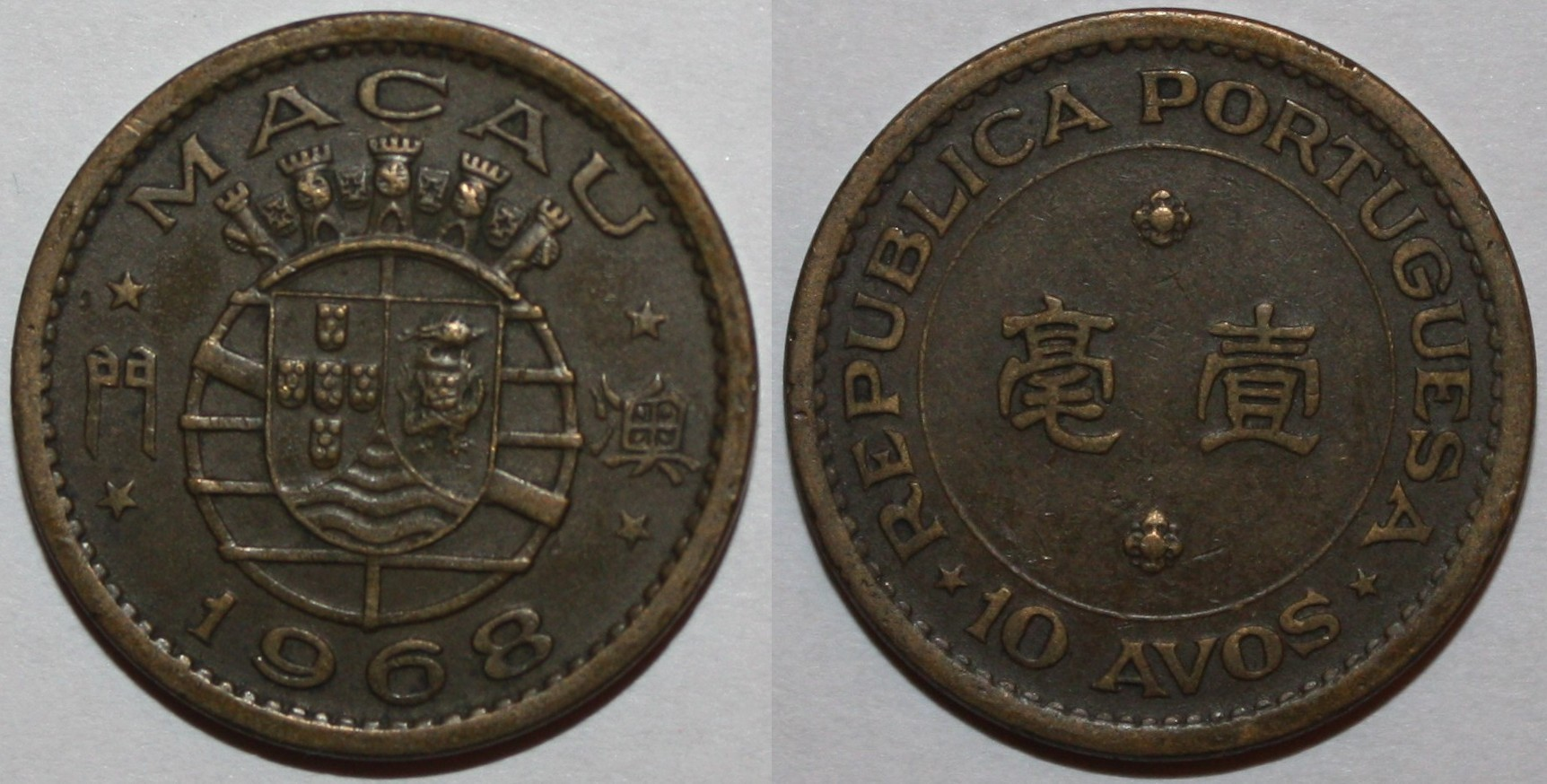
10 Avos, 1968
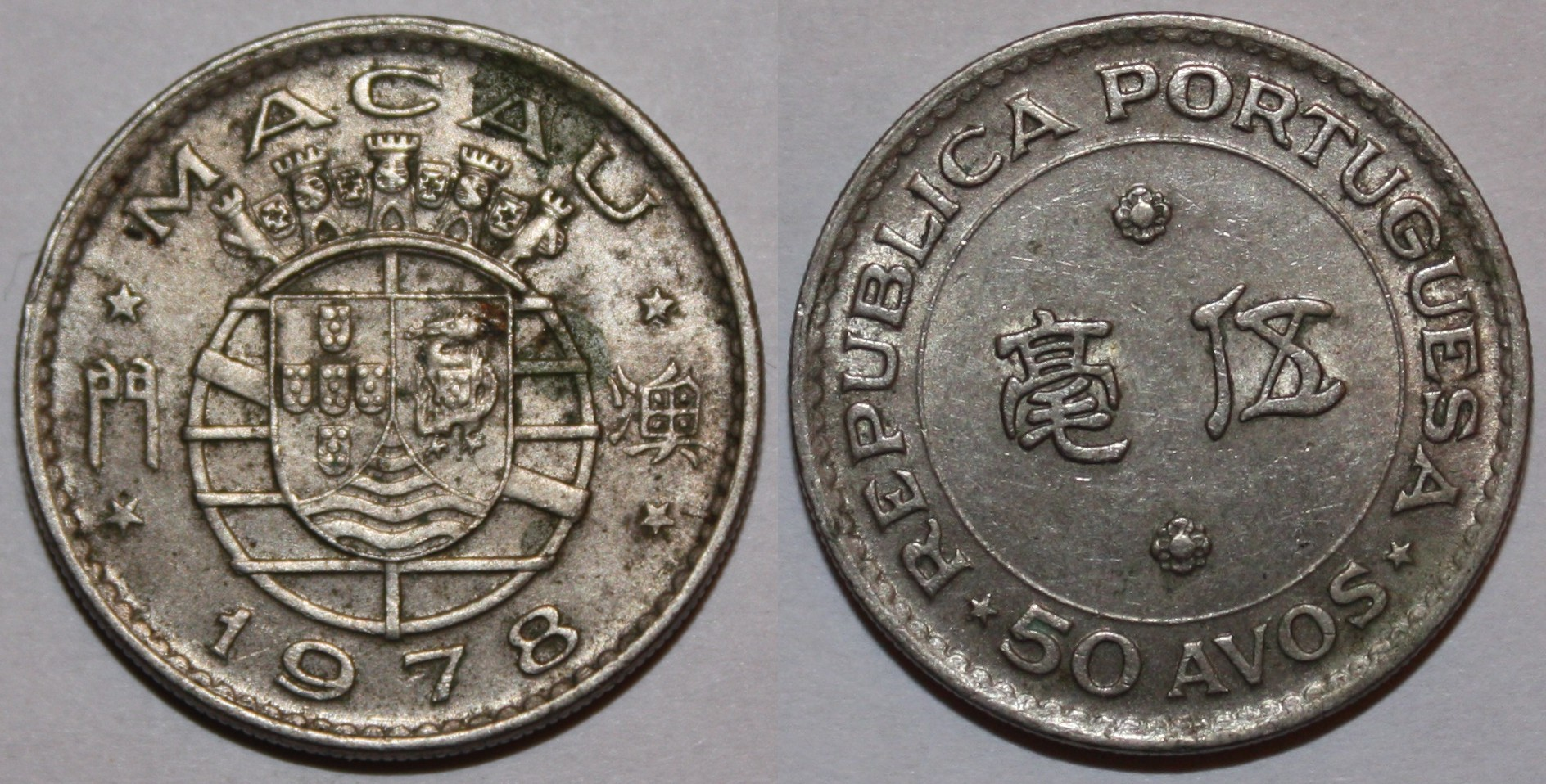
50 Avos, 1978
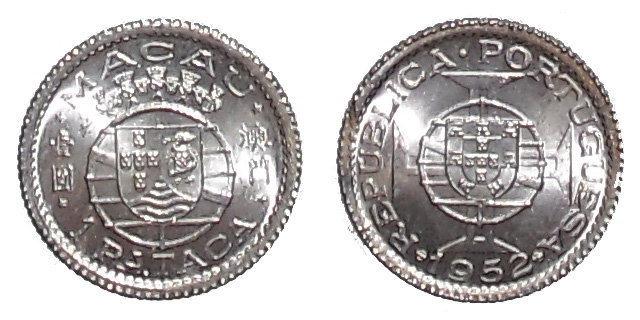
1 Pataca, 1952
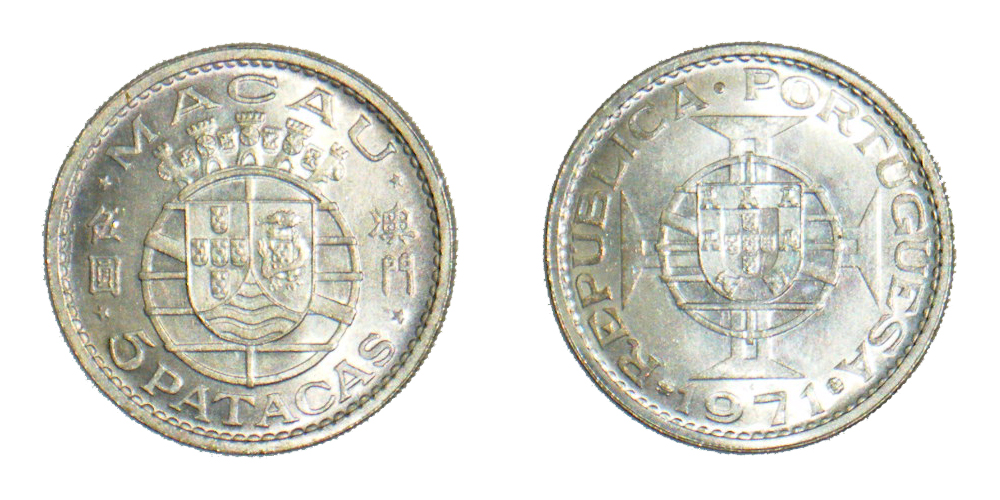
5 Pataca, 1971

- 50 Avos, 1982
- 10 Avos, 1988
- 20 Avos, 1982

- 10 Avos, 2007
- 50 Avos, 1993
- 1 Pataca, 2007
- 5 Pataca, 2007

## Monete
Monete per l'uso interno di Macao non furono coniate fino al 1952, mentre circolavano le monete da 20 centesimi della provincia di Canton. Nel 1952 furono introdotte monete di bronzo da 5 e 10 avo, in cupronichel da 50 avo e monete d'argento con un titolo di 720/1000 da 1 e 5 pataca. Il nichel-ottone sostituì il bronzo nel 1967, quando fu anche coniata l'ultima moneta da 5 avo. Il nichel sostituì l'argento per la moneta da 1 pataca nel 1968 e nel 1971 la moneta da 5 pataca fu prodotta con un titolo di 650/1000.
Nel 1982 furono introdotte monete di ottone da 10, 20 e 50 avo e monete in cupronichel da 1 e 5 pataca. La monete da 20 avo a da 5 pataca divennero dodecagonali rispettivamente nel 1993 e 1992, mentre nel 1997 fu introdotta una moneta bimetallica da 10 pataca e nel 1998 una in cupronichel da 2 pataca. Le monete sono emesse dalla Autoridade Monetária de Macau.
| Monete in circolazione | Monete in circolazione                               | Monete in circolazione | Monete in circolazione                                        | Monete in circolazione |
| Valore                 | Parametri tecnici                                    | Descrizione            | Descrizione                                                   | Data di emissione      |
| Valore                 | Composizione                                         | Diritto                | Rovescio                                                      | Data di emissione      |
| ---------------------- | ---------------------------------------------------- | ---------------------- | ------------------------------------------------------------- | ---------------------- |
| 10 avos                | Ottone                                               | "Macau", "澳門"        | Valore, Testa della danza del leone                           | 1993                   |
| 20 avos                | Ottone                                               | "Macau", "澳門"        | Denominazione, Barca drago                                    | 1993                   |
| 50 avos                | Ottone                                               | "Macau", "澳門"        | Denominazione, Danza del leone                                | 1993                   |
| MOP$1                  | Cupro-nichel                                         | "Macau", "澳門"        | Valore, Faro di Guia                                          | 1992                   |
| MOP$2                  | Cupro-nichel                                         | "Macau", "澳門"        | Denominazione, Tempio di A-Má                                 | 1998                   |
| MOP$5                  | Cupro-nichel                                         | "Macau", "澳門"        | Denominazione, Cattedrale di San Paolo a Macao, Giunca cinese | 1992                   |
| MOP$10                 | Corona esterna: Ottone Nucleo centrale: Cupro-nichel | "Macau", "澳門"        | Valore, Chiesa di San Domenico a Macao                        | 1997                   |

## Banconote
Il 27 gennaio 1906 furono introdotte dal Banco Nacional Ultramarino banconote da 1, 5, 50 e 100 pataca. Queste furono seguite nel 1907 da quelle da 10 e 25 pataca. Nel febbraio 1920 furono aggiunte quelle da 5, 10 e 50 avo.
Nel 1923, il Banco Vui Hang introdusse le banconote da 10 pataca, affermando che erano coperte da monete da 20 cent cantonesi. Queste banconote furono seguite fino al 1934 da assegni di cassa emessi da varie banche con valori da 1, 5, 10, 50, 100, 200, 400, 800 e 1000 dollari, presumibilmente equivalenti alla pataca. Nel 1944 furono emessi ulteriori assegni di cassa con valore da 1000 yuan e NC$5000.
Le banconote del BNU aumentarono con l'emissione dei biglietti da 1 e 20 avo nel 1942. Nel 1944 furono introdotte del 500 pataca. I valori inferiori alle 10 pataca furono sostituiti da monete nel 1952 ed il biglietto da 25 non fu più stampato dopo il 1958.
L'8 agosto 1988 il BNU emise una banconota da 1000 pataca, la banconota di maggior valore emessa. Poiché in cinese 8 (Ba) è simile a "diventare ricco" (Fa; 發), questa data speciale, che capita solo una volta per secolo, dà alla banconota un significato particolare. Un'altra caratteristica è la sostituzione dello stemma del Portogallo con il logo del BNU, per simboleggiare il fatto che Macao era diventata parte della Repubblica popolare cinese. Nel 1995 la Bank of China ha introdotto banconote da 10, 50, 100, 500 e 1000 pataca. Sia il BNU che la Bank of China hanno introdotto le banconote da 20 pataca nel 1996.
Attualmente sono emesse banconote con i valori da 10, 20, 50, 100, 500 e 1000 pataca. I biglietti sono stampati dal Banco Nacional Ultramarino e dalla Bank of China. La serie attuale del BNU è stata emessa nel 2005, mentre quella della Bank of China è stata emessa nel 1995 e nel 2003. Le dimensioni dei biglietti sono le stesse delle banconote di Hong Kong. Il 20 dicembre 1999, il giorno in cui Macao fu restituita alla Repubblica popolare cinese, entrambe le banche hanno stampato i biglietti con questa data in tutti i valori, ad esclusione delle banconote da 10 pataca.

### Serie banconote
| Serie di banconote del Banco Nacional Ultramarino del 1990 (fuori corso) | Serie di banconote del Banco Nacional Ultramarino del 1990 (fuori corso) | Serie di banconote del Banco Nacional Ultramarino del 1990 (fuori corso) | Serie di banconote del Banco Nacional Ultramarino del 1990 (fuori corso) | Serie di banconote del Banco Nacional Ultramarino del 1990 (fuori corso) | Serie di banconote del Banco Nacional Ultramarino del 1990 (fuori corso) | Serie di banconote del Banco Nacional Ultramarino del 1990 (fuori corso) | Serie di banconote del Banco Nacional Ultramarino del 1990 (fuori corso) |
| Valore                                                                   | Dimensioni                                                               | Colore principale                                                        | Descrizione                                                              | Descrizione                                                              | Descrizione                                                              | Data di stampa                                                           |                                                                          |
| Valore                                                                   | Dimensioni                                                               | Colore principale                                                        | Fronte                                                                   | Retro                                                                    | Filigrana                                                                | Data di stampa                                                           |                                                                          |
| ------------------------------------------------------------------------ | ------------------------------------------------------------------------ | ------------------------------------------------------------------------ | ------------------------------------------------------------------------ | ------------------------------------------------------------------------ | ------------------------------------------------------------------------ | ------------------------------------------------------------------------ | ------------------------------------------------------------------------ |
| MOP$10                                                                   | 138 × 69 mm                                                              | Marrone                                                                  | Dr. Sun Memorial Hall                                                    | Vista di Macao anni 1990, Ponte Governador Nobre de Carvalho             | Giunca cinese                                                            | 8 luglio 1991                                                            |                                                                          |
| MOP$10                                                                   | 138 × 69 mm                                                              | Rosso/Violetto                                                           | Dr. Sun Memorial Hall                                                    | Vista di Macao anni 1990, Ponte Governador Nobre de Carvalho             | Giunca cinese                                                            | 8 gennaio 2001 8 giugno 2003                                             |                                                                          |
| MOP$20                                                                   | 143 × 71,5 mm                                                            | Violetto                                                                 | Vecchia sede BNU                                                         | Vista di Macao anni 1990, Ponte Governador Nobre de Carvalho             | Giunca cinese                                                            | 11 settembre 1996 20 dicembre 1999 8 giugno 2003?                        |                                                                          |
| MOP$50                                                                   | 148 × 74 mm                                                              | Giallo                                                                   | Danza del leone                                                          | Vista di Macao anni 1990, Ponte Governador Nobre de Carvalho             | Giunca cinese                                                            | 13 luglio 1992 20 dicembre 1999 8 giugno 2003?                           |                                                                          |
| MOP$100                                                                  | 153 × 76,5 mm                                                            | Blu                                                                      | Giunca cinese                                                            | Vista di Macao anni 1990, Ponte Governador Nobre de Carvalho             | Giunca cinese                                                            | 13 luglio 1992 20 dicembre 1999 8 giugno 2003                            |                                                                          |
| MOP$500                                                                  | 158 × 79 mm                                                              | Verde/Giallo/Arancio                                                     | Tempio di A-Má                                                           | Vista di Macao anni 1990, Ponte Governador Nobre de Carvalho             | Giunca cinese                                                            | 3 settembre 1990 20 dicembre 1999 8 giugno 2003                          |                                                                          |
| MOP$1000                                                                 | 163 × 81,5 mm                                                            | Rosso                                                                    | Dragone                                                                  | Vista di Macao anni 1990, Ponte Governador Nobre de Carvalho             | Giunca cinese                                                            | 8 luglio 1991 20 dicembre 1999 8 giugno 2003                             |                                                                          |

| Serie di banconote della Bank of China (1995) | Serie di banconote della Bank of China (1995) | Serie di banconote della Bank of China (1995) | Serie di banconote della Bank of China (1995) | Serie di banconote della Bank of China (1995) | Serie di banconote della Bank of China (1995) | Serie di banconote della Bank of China (1995)                     | Serie di banconote della Bank of China (1995) |
| Valore                                        | Dimensioni                                    | Colore principale                             | Descrizione                                   | Descrizione                                   | Descrizione                                   | Data di stampa                                                    |                                               |
| Valore                                        | Dimensioni                                    | Colore principale                             | Fronte                                        | Retro                                         | Filigrana                                     | Data di stampa                                                    |                                               |
| --------------------------------------------- | --------------------------------------------- | --------------------------------------------- | --------------------------------------------- | --------------------------------------------- | --------------------------------------------- | ----------------------------------------------------------------- | --------------------------------------------- |
| MOP$10                                        | 138 × 69 mm                                   | Marrone                                       | Faro Guia e Monte fort                        | Bank of China, filiale di Macao               | Loto                                          | 16 ottobre 1995                                                   |                                               |
| MOP$10                                        | 138 × 69 mm                                   | Rosso/Arancio                                 | Faro Guia e Monte fort                        | Bank of China, filiale di Macao               | Loto                                          | 8 gennaio 2001 2 febbraio 2002 8 dicembre 2003                    |                                               |
| MOP$20                                        | 143 × 71,5 mm                                 | Violetto                                      | Tempio di A-Má                                | Bank of China, filiale di Macao               | Loto                                          | 1º settembre 1996 20 dicembre 1999 8 dicembre 2003                |                                               |
| MOP$50                                        | 148 × 74 mm                                   | Giallo/Grigio                                 | Università di Macao                           | Bank of China, filiale di Macao               | Loto                                          | 16 ottobre 1995 1º novembre 1997 20 dicembre 1999 8 dicembre 2003 |                                               |
| MOP$100                                       | 153 × 76,5 mm                                 | Blu                                           | Jetfoil terminal                              | Bank of China, filiale di Macao               | Loto                                          | 16 ottobre 1995 20 dicembre 1999 2 febbraio 2002 8 dicembre 2003  |                                               |
| MOP$500                                       | 158 × 79 mm                                   | Verde                                         | Ponte di Amizade                              | Bank of China, filiale di Macao               | Loto                                          | 16 ottobre 1995 20 dicembre 1999 2 febbraio 2002 8 dicembre 2003  |                                               |
| MOP$1000                                      | 163 × 81,5 mm                                 | Arancio                                       | Sai Van (Praia de Bom Porto)                  | Bank of China, filiale di Macao               | Loto                                          | 16 ottobre 1995 20 dicembre 1999 8 dicembre 2003                  |                                               |

| MOP$10   | 138 × 69 mm   | Giallo/Porpora | Statua di Deusa A-Má di Macao     | Sede BNU | 8 agosto 2005 |
| MOP$20   | 143 × 71,5 mm | Violetto       | Aeroporto Internazionale di Macao | Sede BNU | 8 agosto 2005 |
| MOP$100  | 153 × 76,5 mm | Blu            | Largo do Senado                   | Sede BNU | 8 agosto 2005 |
| MOP$500  | 158 × 79 mm   | Verde          | Macau Tower                       | Sede BNU | 8 agosto 2005 |
| MOP$1000 | 163 × 81,5 mm | Arancio        | Macau Cultural Centre             | Sede BNU | 8 agosto 2005 |

La serie 2005 del BNU è stata stampata da Royal Joh. Enschedé, una azienda di stampe di sicurezza dei Paesi Bassi.

## Serie storica dei tassi di cambio
| Date    | May, 1980 | Feb, 2003 | May, 2003 | Aug, 2003 | Nov, 2003 |
| £1.00   | 11.60     | 12.79     | 13.15     | 13.24     | 13.94     |
| US$1.00 | 5.20      | 8.03      | 8.03      | 8.30      | 8.25      |

Nonostante la pataca sia la valuta ufficiale, la maggior parte del denaro circolante nel territorio è in realtà costituito dal dollaro di Hong Kong. La pataca costituiva alla fine del 1998 solo il 29,9% del circolante.

## Tasso di cambio
Il rapporto di cambio è stato collegato al dollaro di Hong Kong ed è approssimativamente pari a MOP$103 per HK$100 al febbraio 2004. Nei confronti del dollaro statunitense, al quale è collegato a sua volta il dollaro di Hong Kong, il rapporto di cambio è di circa 1 US$ = 8 patacas. Mentre è possibile convertire le patacas all'interno di Macao, è difficile, se non impossibile, farlo all'esterno del suo territorio, persino a Hong Kong.
Nonostante la pataca sia la valuta legale di Macao, il dollaro di Hong Kong viene preferito per la maggior parte delle transazioni commerciali. Alcuni casino arrivano addirittura a rifiutare le puntate delle persone che detengono solo patacas. Il dollaro di Hong Kong e il renminbi cinese vengono generalmente accettati negli esercizi di Macao, dai casino ai ristoranti.
Non essendoci attualmente restrizioni all'importazione ed esportazione di valuta, sia di quella locale che di quelle straniere, verso o da Macao, i turisti possono cambiare la propria valuta presso alberghi, banche e operatori di cambio autorizzati situati dappertutto nella città. Ci sono anche sportelli di cambio aperti 24 ore al giorno all'Aeroporto Internazionale di Macao (Isola di Taipa) e all'Hotel Lisboa (Penisola di Macao) per i clienti che vogliano cambiare la propria valuta in patacas fuori dagli orari d'ufficio.